# Esqueria
Esqueria (Σχερία o Σχερίη) es un lugar de la Odisea. Habitada por los feacios, Esqueria es conocida por ser la isla donde Odiseo, tras partir de la isla de Ogigia, desembarcó tras sufrir varias tempestades enviadas por Poseidón. Allí fue ayudado por el rey Alcínoo y su hija Nausícaa a volver a su patria, Ítaca.

## Identificación de la isla
Varios autores han tratado de identificar la isla de Esqueria con alguna isla concreta. Tucídides (al que siguen numerosos autores posteriores) pensaba que se correspondía con la actual Corfú, dado que entendía que los antiguos pobladores de esta isla eran los feacios. Estrabón, analizando el texto de Homero, llegaba a la conclusión de que tanto Ogigia como Esqueria se encontraban en algún lugar del océano Atlántico (Estrabón, Historia 1.2.18). Otros historiadores rechazan cualquier identificación con un lugar real y creen que se trata de un lugar fabuloso producto de la imaginación del poeta que compuso la Odisea.
Si bien no está demostrada la existencia real de la ciudad, algunos autores la consideran, ya sea mítica o histórica, como la primera polis griega, mientras que otros prefieren incluirla en un estadio sociopolítico inmediatamente anterior al surgimiento de las ciudades estado (o una polis en estado embrionario). La definición de la ciudad en términos prepolíticos se fundamenta en la ausencia de participación ciudadana en las decisiones sociales y en los todavía insuficientes procesos democratizadores que posteriormente derivarían en la típica polis. 